# كاثرين من براغانزا
انفانتا كاترين البراغانزوية (25 نوفمبر 1638 - 31 ديسمبر 1705)؛ هي ملكة إنجلترا واسكتلندا وإيرلندا من خلال زواجها من تشارلز الثاني، كان مهرها عبارة مدينتين طنجة في شمال أفريقيا وبومباي في الهند، ولدت كاترين لأسرة براغانزا هي أسرة أكثر نبالة في البرتغال في ذاك الوقت، بعد ولادتها بعامين أصبحت الأسرة الملكية، بعد وصول والدها جواو الثاني دوق براغانزا الثامن إلى سدة العرش بعد إطاحة بـ أسرة هابسبورغ التي حكمت البلاد قرابة 80 عاماً، وهي شقيقة الملكين أفونسو السادس وبيدرو الثاني، وأيضا أصبحت معلمة ابن أخيها جواو أمير البرازيل بعد وفاة والدته في عام 1699، ولم يسفر زواجها عن إنجاب الورثة لتشارلز الثاني، الذي كان له العديد من الأبناء غير الشرعيين.